# Torfajökull

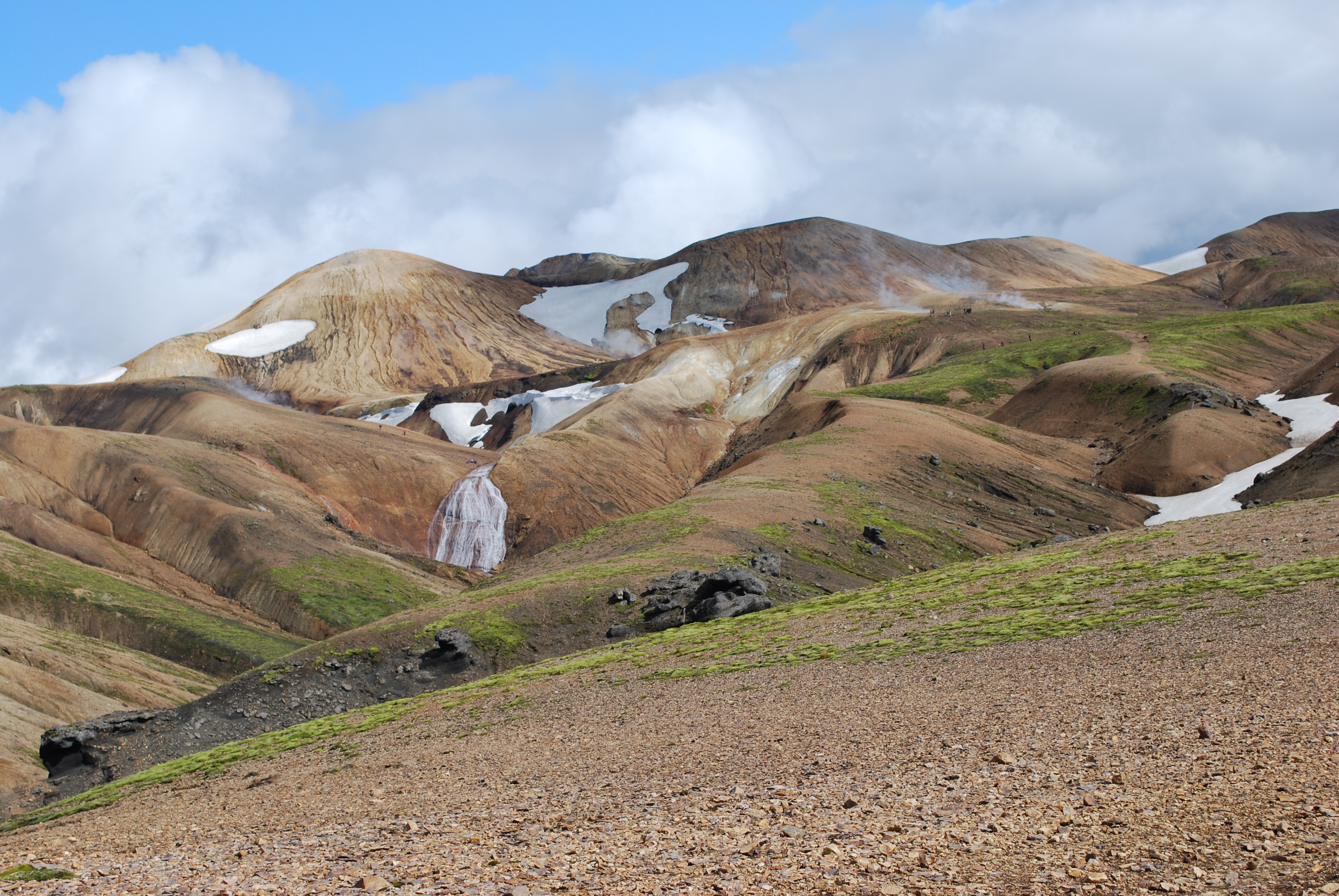
Torfajökull-Gebiet

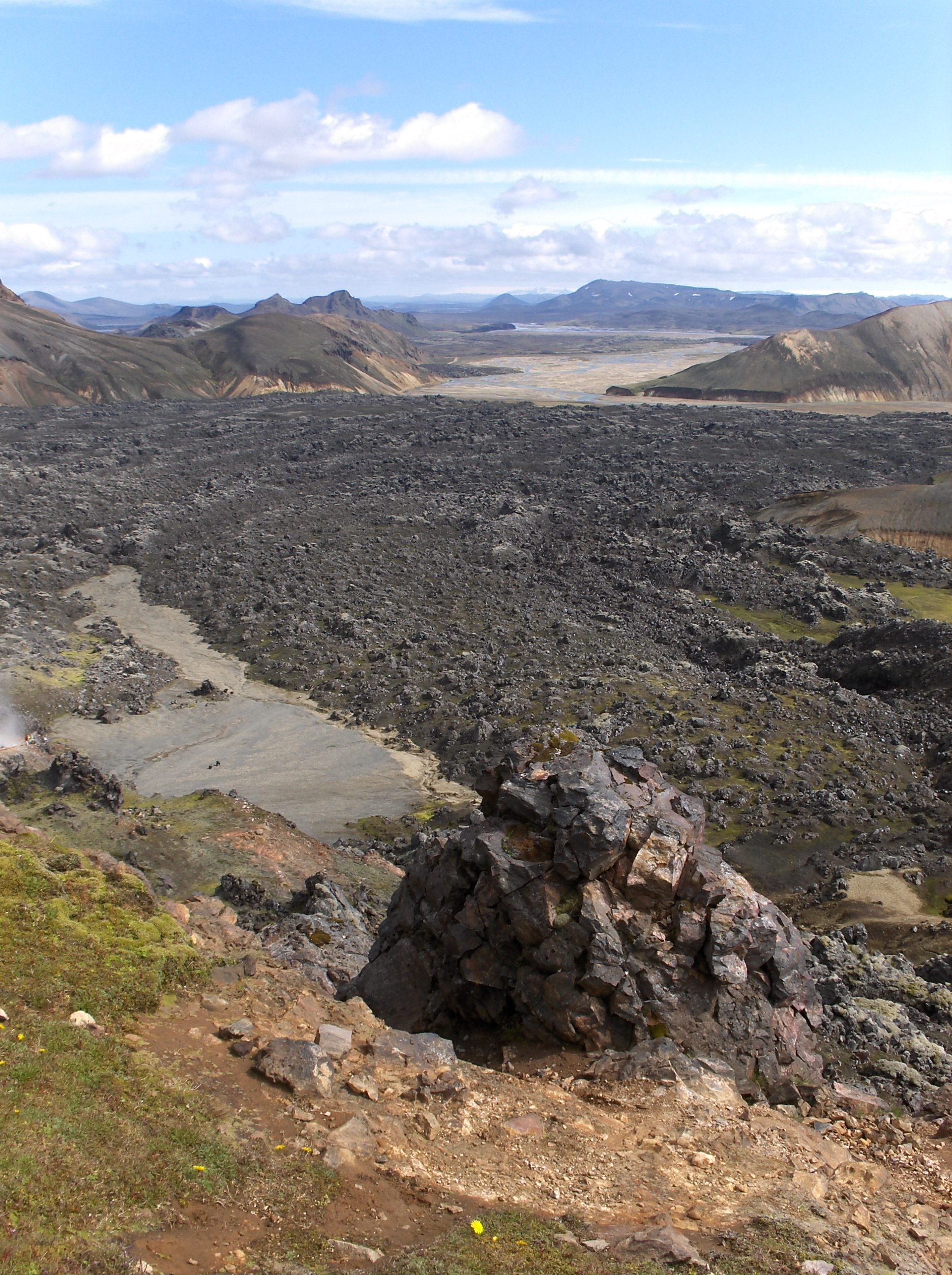
Laugahraun

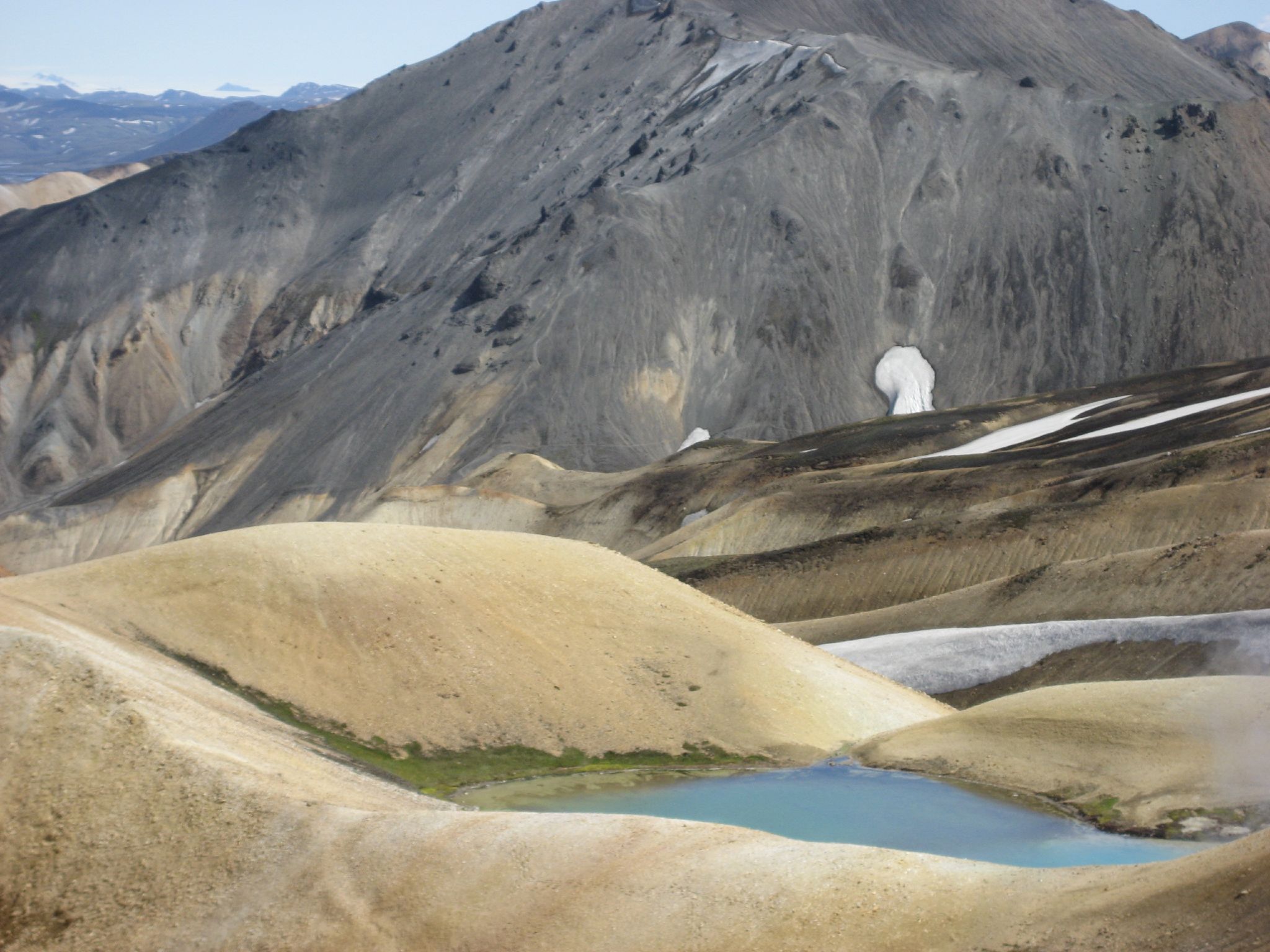
Im Torfajökullgebiet, im Hintergrund der Bláhnúkur

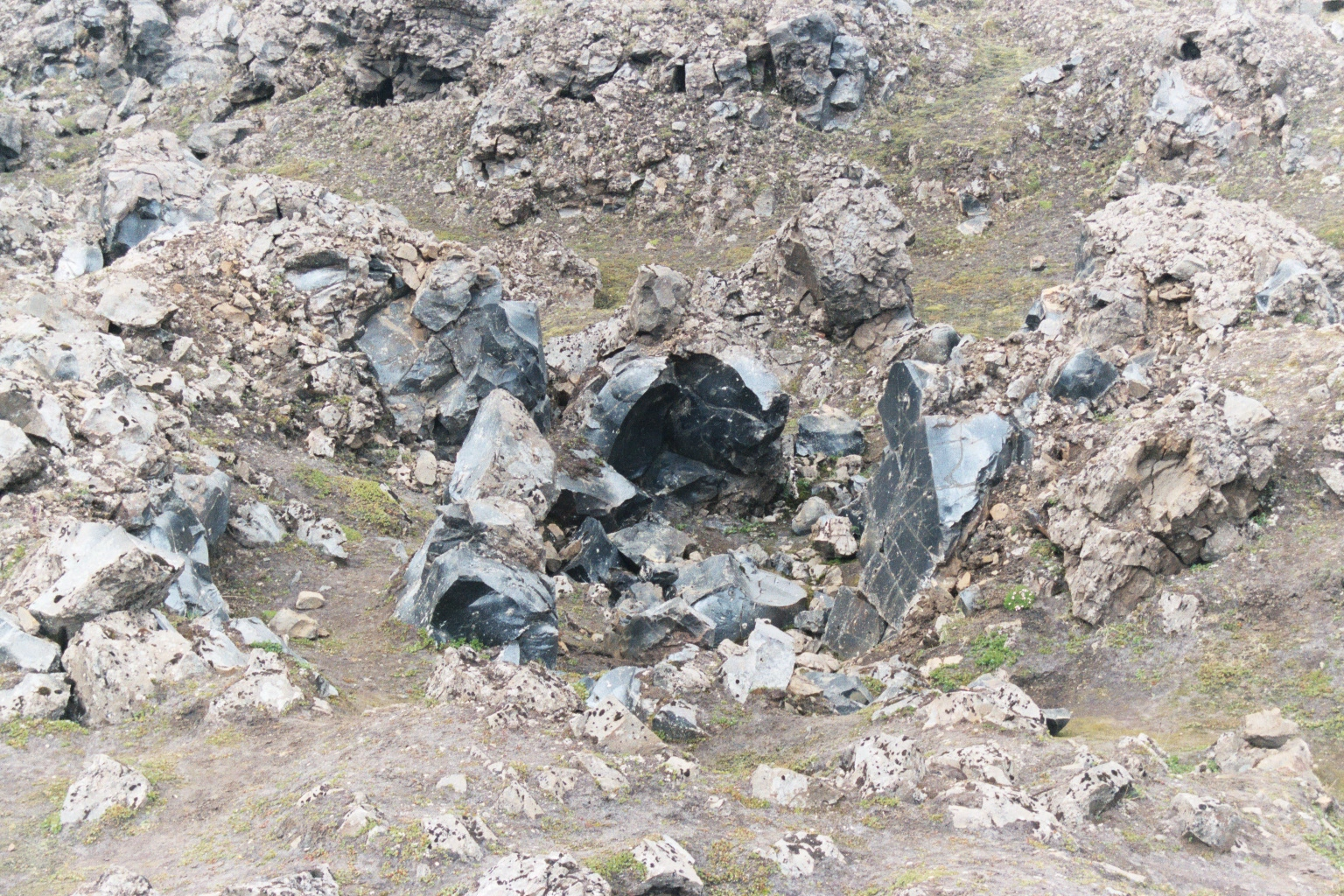
Obsidian im Lavafeld Laugahraun

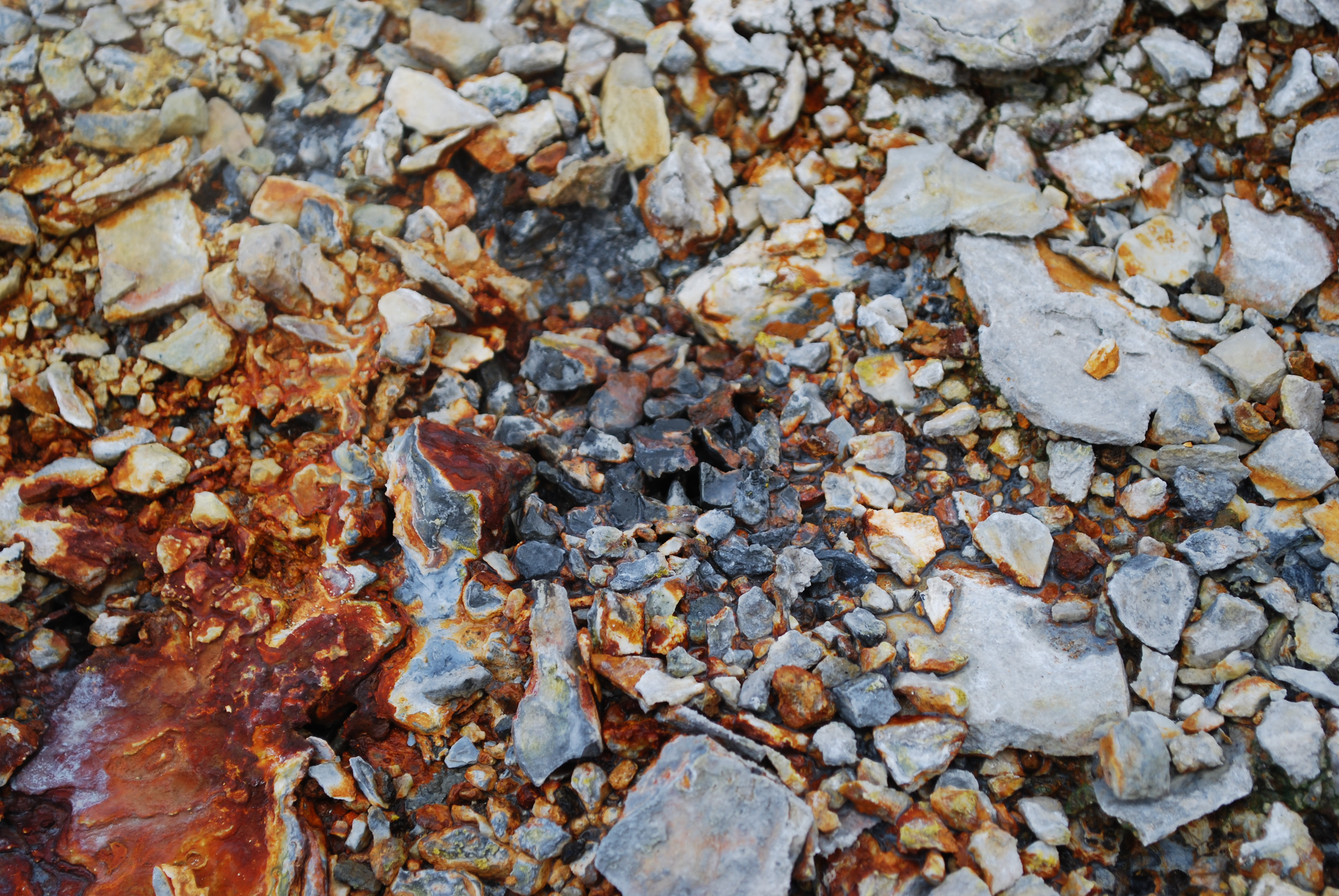
Gestein am Torfajökull

Der Torfajökull ist ein 1190 Meter hoher aktiver Vulkan im Süden von Island, nördlich des Mýrdalsjökull. Er ist nur noch teilweise vom namensgebenden Gletscher mit einer Fläche von 15 km² bedeckt. Zu seinem Bereich gehören die warmen Quellen von Landmannalaugar und Hrafntinnusker. Der Torfajökull befindet sich auf dem Gemeindegebiet von Rangárþing ytra und Skaftárhreppur.

## Form und Aussehen des Vulkans
Die 12 km × 18 km große Caldera des Torfajökull entstand durch den Einbruch einer Magmakammer bei einer gewaltigen Eruption während der letzten Eiszeit.
Das Gebiet des Torfajökull umfasst das mit 100 km² größte Hochtemperaturgebiet Islands, das mit einer Fläche von ca. 350 km² größte Rhyolithgebiet in Island sowie ausgedehnte Obsidian-Lavaströme.
Der Vulkan ist eine Ausnahme unter den isländischen Zentralvulkanen, da das Verhältnis von Rhyolith- zu Basaltlaven in seinem Bereich 4:1 ist, im Gegensatz zu dem Verhältnis von 1:5 bei den meisten anderen Zentralvulkanen des Landes.

## Ausbruchsgeschichte

### Eiszeit
Die ältesten nachgewiesenen Ausbrüche fanden im System des Torfajökull vor etwa 100.000 Jahren, d. h. während der letzten Eiszeit, statt. Dabei entstanden in Zwischeneiszeiten Rhyolithlaven und entsprechende Tephraschichten.
In den kälteren Perioden bildeten sich unter Gletschern entlang eines die Caldera umgebenden Spaltenringsystems die Berge, die zu Beginn des 21. Jahrhunderts den Rand der Caldera darstellen. Dabei handelt es sich z. B. um Rauðufossafjöll, Bláhnúkur, Torfajökullgletscher. Viele von ihnen sind Rhyolithlavadome oder -staukuppen, wie etwa Brennisteinsalda. Einige dieser Berge durchdrangen den Eisschild und wurden zu Tafelvulkanen, wie das z. B. bei den südöstlichen Rauðufossafjöll der Fall ist, die zu den seltenen rhyolithischen Tafelvulkanen gehören.

### Neuzeitliche Ausbrüche
Die letzten drei nachgewiesenen Ausbruchsserien waren mit solchen im System der Bárðarbunga verknüpft, sofern man die nahegelegenen Veiðivötn wie etwa der Geologe Halldór Kjartansson zu diesem System zählt.

#### Um das Jahr 200
Vor 1800 Jahren entstand im System des Torfajökull das Lavafeld Dómadalshraun, das sich aus Basalt- und Rhyolithlaven zusammensetzt. Gleichzeitig produzierten die Krater Hnausagígar im System der Veiðivötn Basaltlaven. Interessanterweise liegen die Eruptionsstellen in beiden Systemen in einer Reihe angeordnet. In Fragmenten der Tephra dieser Ausbrüche findet man felsische, d. h. SiO2-reiche Bimse, die mit mafischen, d. h. basaltischen Aschen verbacken sind.

#### 871
Im Jahre 871 ereignete sich der nächste bekannte Ausbruch. Dieser schuf eine sehr charakteristische Aschenlage, die sogenannte Landnahmeaschenlage (isländisch landnámslag). Die Ausbruchsserie begann im System des Torfajökull. Anschließend gab es sehr starke Ausbrüche im System der Bárðarbunga, die die Kraterreihe Vatnaöldur schufen. Bei diesen vulkanischen Ereignissen fielen sowohl rhyolitische, helle Aschen, die die untere Lage dieser Aschenschicht bilden, als auch basaltische, dunkle Aschen, die sich darauf legten.
Diese auffallende zweifarbige Aschenschicht benützt man in der Tephrochronologie, zumal sie etwa zur Zeit des Beginns der Besiedelung von Island entstand. Man kann ein Beispiel als Querschnitt durch Erdschichten etwa im Þjóðminjasafn, dem Nationalmuseum von Island in Reykjavík, sehen.
Es wurden auch einige Lavafelder produziert, darunter das Hrafntinnuhraun.

#### 1477
Die letzten Ausbrüche im Gebiet ereigneten sich im Jahre 1477. Diese Serie begann im Gebiet der Veiðivötn mit starken explosiven Eruptionen, die dann in eine effusive Phase übergingen. Dabei waren das Maar Ljótipollur und der Krater Stútur aktiv, wobei u. a. das Lavafeld Norðurhraun geschaffen wurde.
Südlich davon gab es zeitgleich Ausbrüche im Torfajökull-Gebiet. Die SiO2-reichen Obsidianlaven des Suðurhraun und des Laugahraun zwischen der Hütte von Landmannalaugar und dem Vulkan Brennisteinsalda stammen aus dieser Epoche.
Man vermutet, dass diese Ausbrüche von den kurz vorher erfolgten Vulkanausbrüchen im Gebiet der Veiðivötn ausgelöst wurden, die ihrerseits zum Vulkansystem der Bárðarbunga gehören, das etwa parallel zum System des Torfajökull liegt und z. B. bei Landmannalaugar an dieses grenzt.

## Flüsse
Das Wasser aus dem Gletscher fließt unter anderem in den Markarfljót und in die Tungnaá.

## Trekkingpfad Laugavegur
Der bekannte Trekkingpfad Laugavegur führt über den Gletscher. Sehr viele heiße Quellen findet man auf dem Weg bei Hrafntinnusker. Meist handelt es sich um Lehm- oder Schwefelquellen wie auch am Fuße des Vulkanberges Brennisteinsalda, die Teil des Calderarandes ist. Große Obsidianlavafelder begleiten den Weg, etwa das Laugahraun bei Landmannalaugar.